# André Luiz Quirino Pereira
André Luiz Quirino Pereira, detto André Bambú (Ribeirão Preto, 4 agosto 1979), è un ex cestista brasiliano.

## Carriera
Con il Brasile ha disputato i Campionati americani del 2005 e i Campionati mondiali del 2006.